# Chaunus limensis
Chaunus limensis là một loài cóc trong họ Bufonidae. Chúng là loài đặc hữu của Peru.
Các môi trường sống tự nhiên của chúng là sông, sa mạc nóng, vùng bờ biển cát, đất canh tác, và vườn nông thôn.